# アレクサンダー・ズベレフ
アレクサンダー・"サーシャ"・ズベレフ（Alexander "Sascha" Zverev; ドイツ語発音: [ˌalɛˈksandɐ ˈzaʃa ˈtsfɛʁɛf], ロシア語: Алекса́ндр Алекса́ндрович «Са́ша» Зве́рев; IPA: [ɐlʲɪˈksandr ˈsaʂə ˈzvʲerʲɪf],  1997年4月20日 - ） は、ドイツ・ハンブルク出身の男子プロテニス選手。ATPランキング自己最高位はシングルス2位、ダブルス68位。これまでにATPツアーでシングルス24勝、ダブルス2勝を挙げている。身長198cm、体重90kg。右利き、バックハンド・ストロークは両手打ち。
ATPファイナルズ優勝2回。ATPマスターズ1000優勝7回。2020年東京オリンピック（2021年）金メダリスト。

## 家族

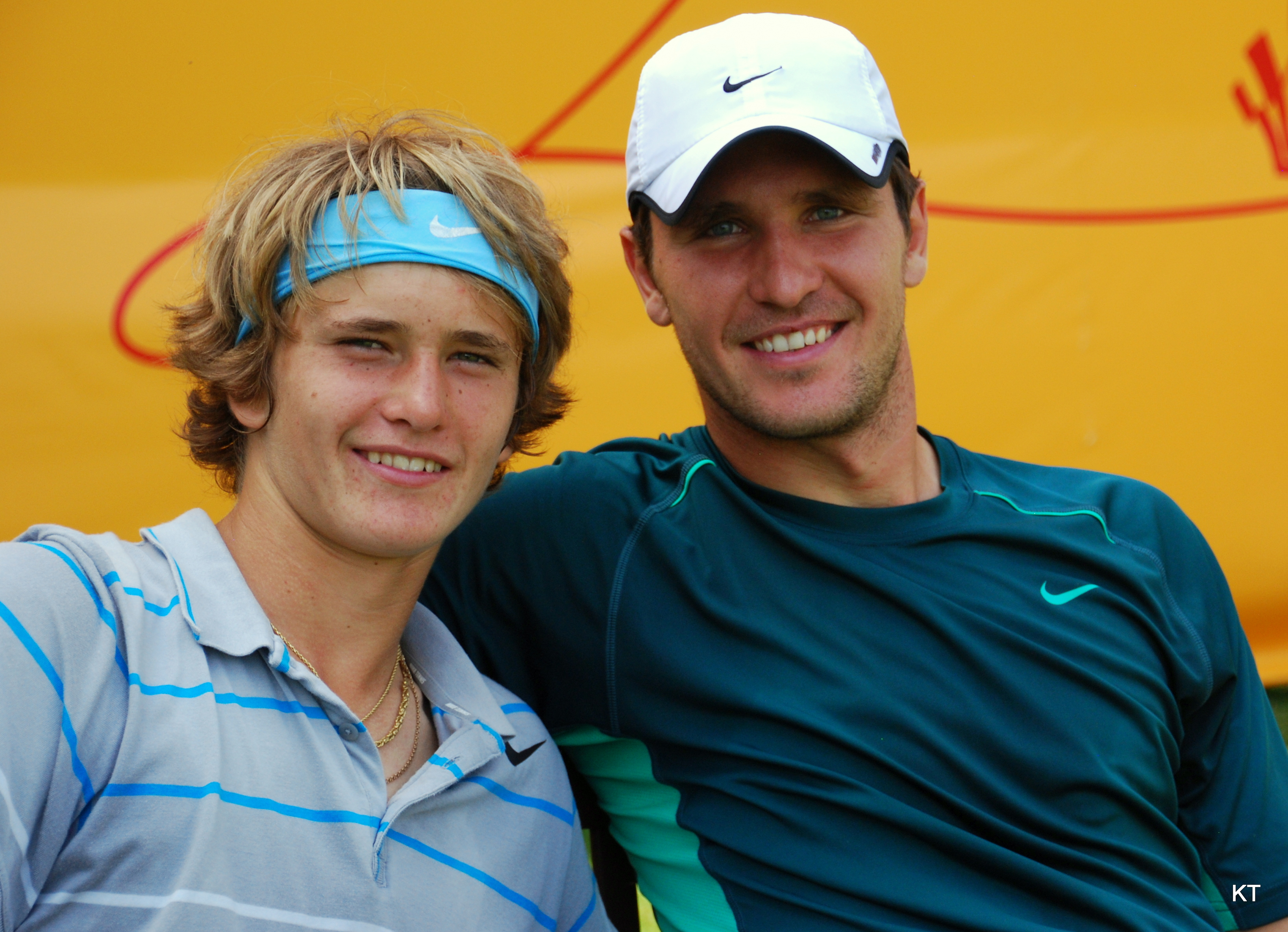
2013年サーシャ（左）、ミーシャ（右）ズベレフ兄弟

父親はロシア出身の元テニス選手、アレクサンダー・ズベレフ・シニアである。また10歳年上の兄のミーシャ・ズベレフもプロテニス選手である。兄のミーシャとはツアーでダブルスを組んで、優勝がある他、男子国別対抗戦デビスカップのダブルスにも兄弟で出場がある。また兄のミーシャは2017年全豪オープン男子シングルスでベスト8進出がある。

## 選手経歴

### ジュニア時代

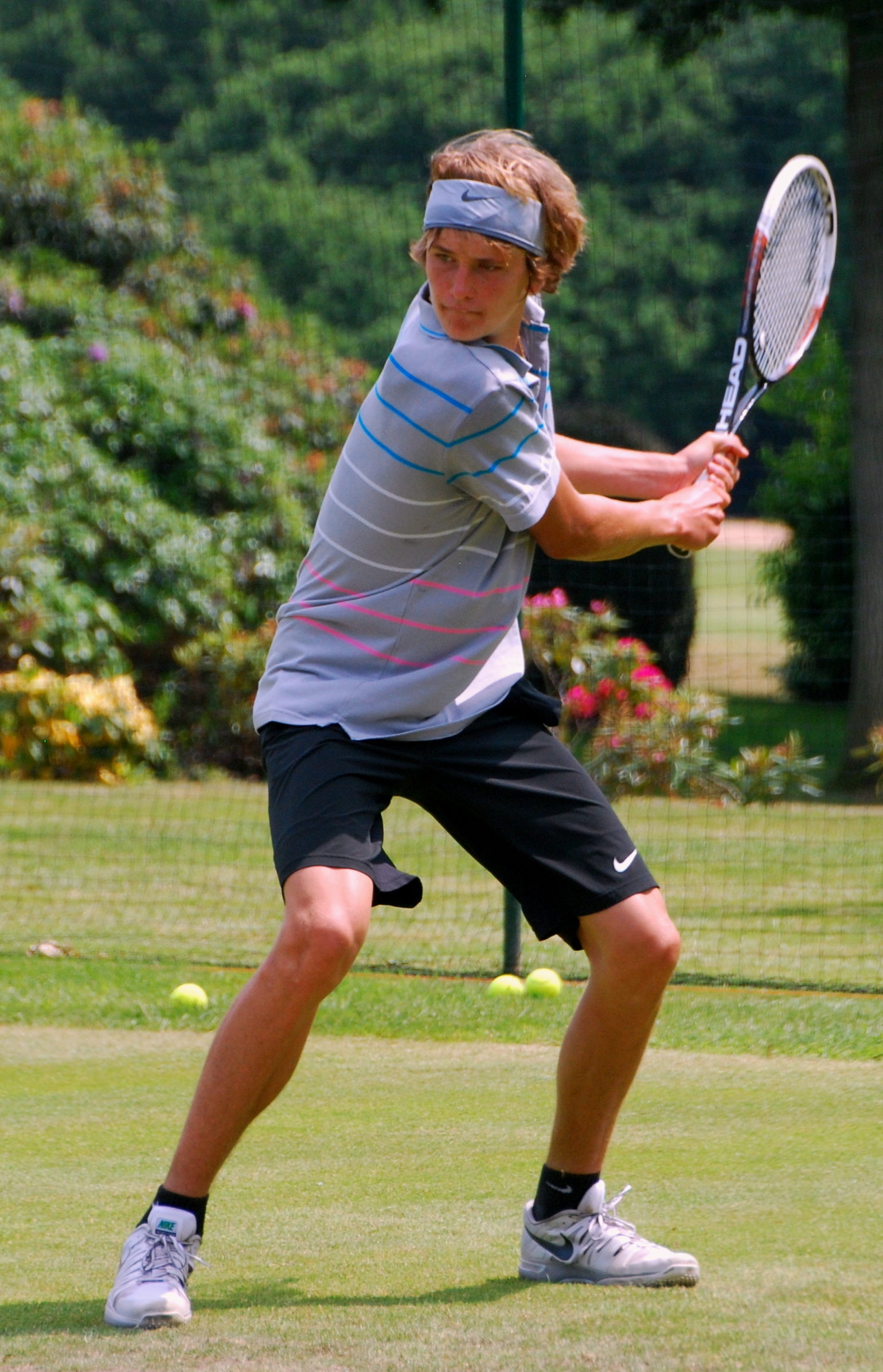
ジュニア時代のアレクサンダー・ズベレフ

2013年全仏オープンの男子ジュニアシングルスで決勝に進出、クリスチャン・ガリンに敗れ、準優勝。2014年全豪オープンの男子ジュニアシングルスで決勝に進出し、ステファン・コズロフを破り、優勝した。
ジュニアグランドスラム決勝進出結果
| 結果   | 年     | 大会         | サーフェス | 対戦相手             | スコア   |
| ------ | ------ | ------------ | ---------- | -------------------- | -------- |
| 準優勝 | 2013年 | 全仏オープン | クレー     | クリスチャン・ガリン | 4–6, 1–6 |
| 優勝   | 2014年 | 全豪オープン | ハード     | ステファン・コズロフ | 6–3, 6–0 |

### 2014年 チャレンジャー優勝

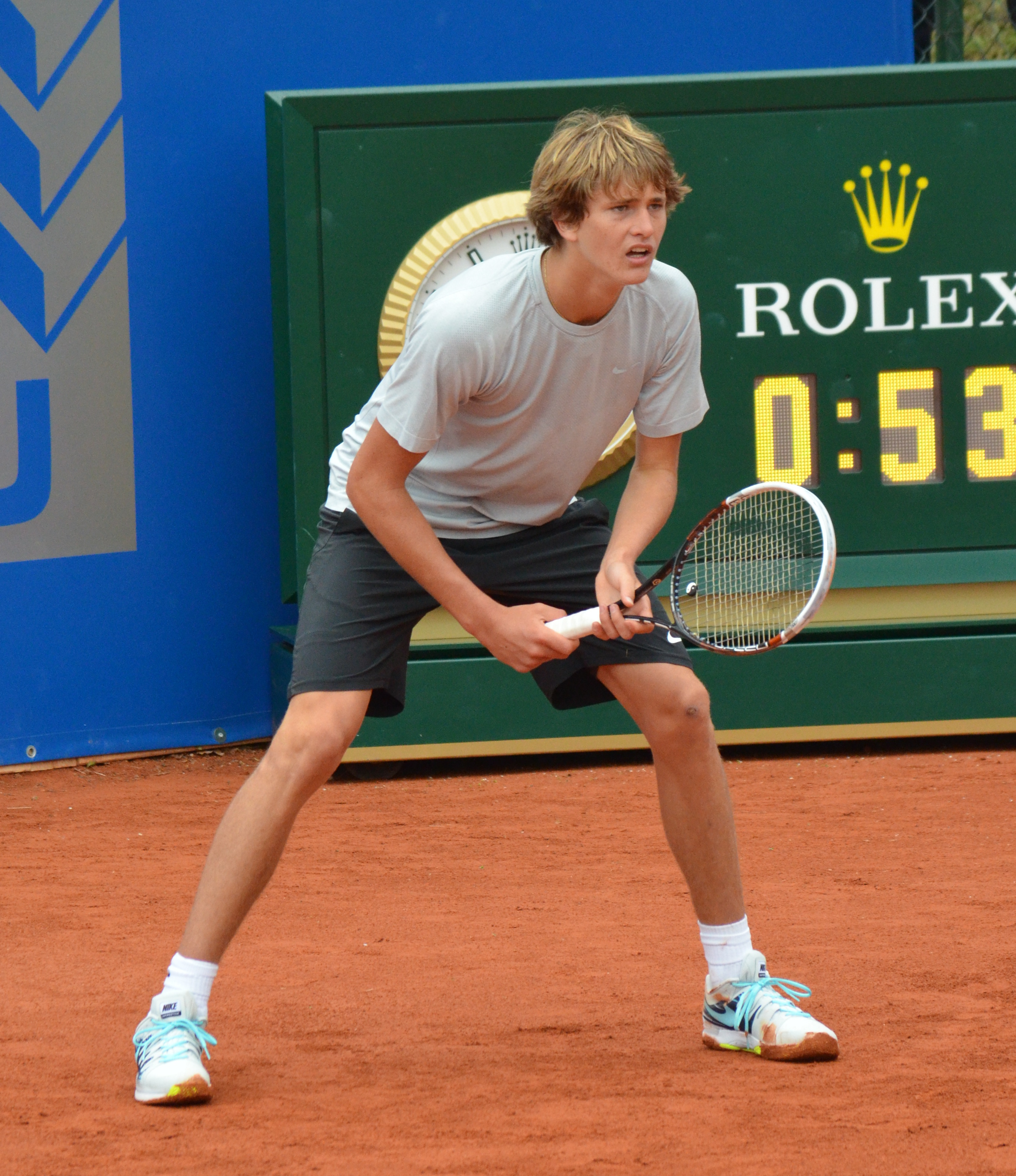
2014年BMWオープンでのアレクサンダー・ズベレフ

7月のブラウンシュヴァイクでのチャレンジャー大会でポール＝アンリ・マチューを破り優勝。同月のドイツ国際オープンにワイルドカードで出場すると、1回戦でロビン・ハーセを、2回戦で第5シードのミハイル・ユージニーを、3回戦で第11シードのサンティアゴ・ヒラルドを、準々決勝で同じドイツのトビアス・カムケを破り、ツアー初の準決勝進出。準決勝で第1シードのダビド・フェレールに0-6, 1-6で敗れた。年間最終ランキングは136位。

### 2015年 最優秀新人賞 トップ100入り

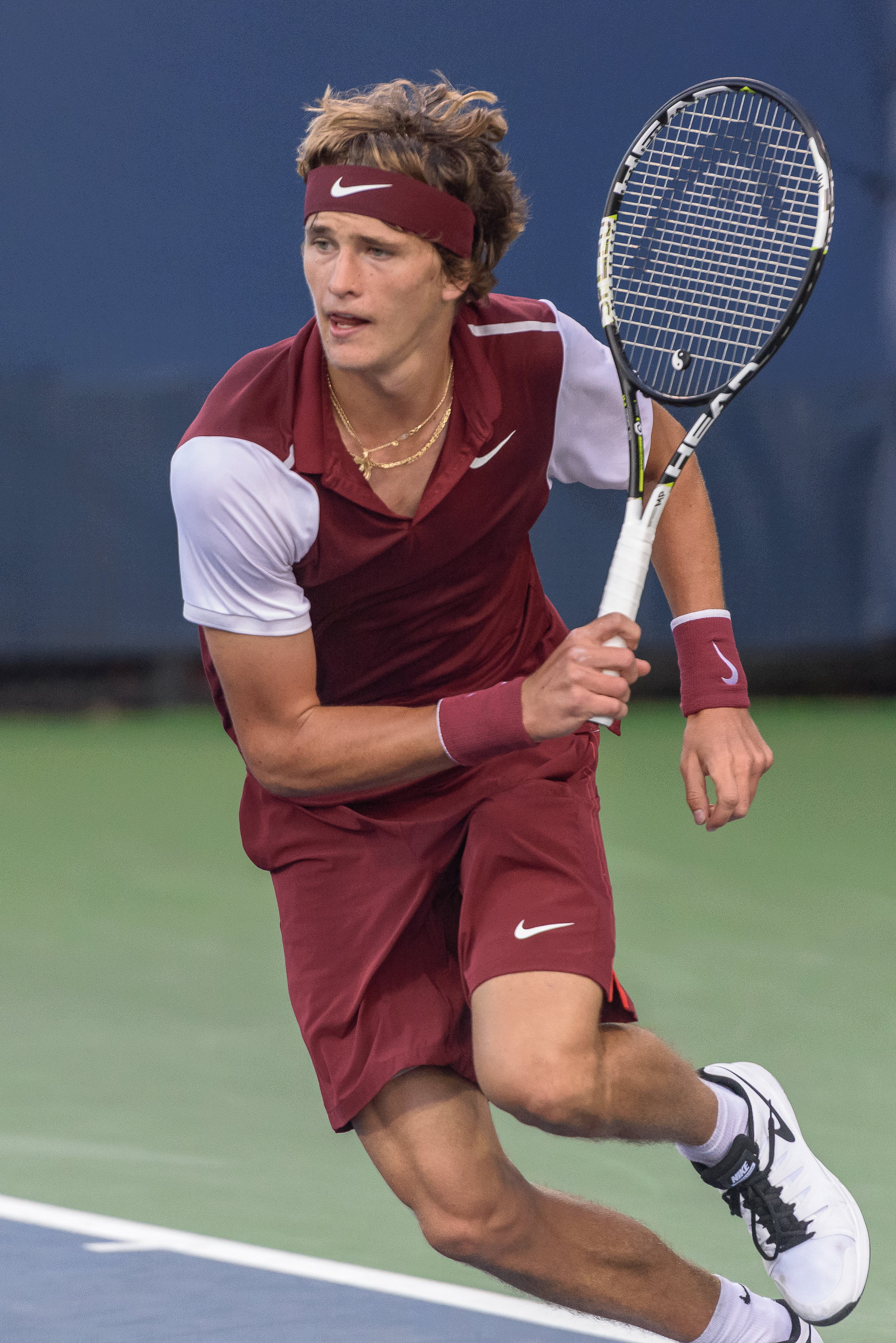
2015年全米オープンでのアレクサンダー・ズベレフ

3月のマイアミ・オープンで予選を通過し、マスターズ初出場を果たすと、1回戦でサム・グロスを破り、2回戦進出を果たす。5月のBMWオープンダブルスで兄のミーシャ・ズベレフと組み、ツアー初の決勝進出を果たす。決勝でペヤ/ソアレス組に敗れ準優勝。2週後のハイルブロンでのチャレンジャー大会で優勝し、世界ランキングトップ100入りを果たす。
ウィンブルドン選手権でグランドスラム初出場を果たすと、1回戦でティムラズ・ガバシュビリを6-3, 1-6, 6-3, 3-6, 9-7で勝利し、グランドスラム初勝利をあげる。2回戦でデニス・クドラに敗れた。7月のスウェーデン・オープンでツアー2度目の準決勝進出を果たす。年間最終83位となり、ATP Newcomer of the Yearを受賞した。

### 2016年 ツアー初優勝 トップ20入り

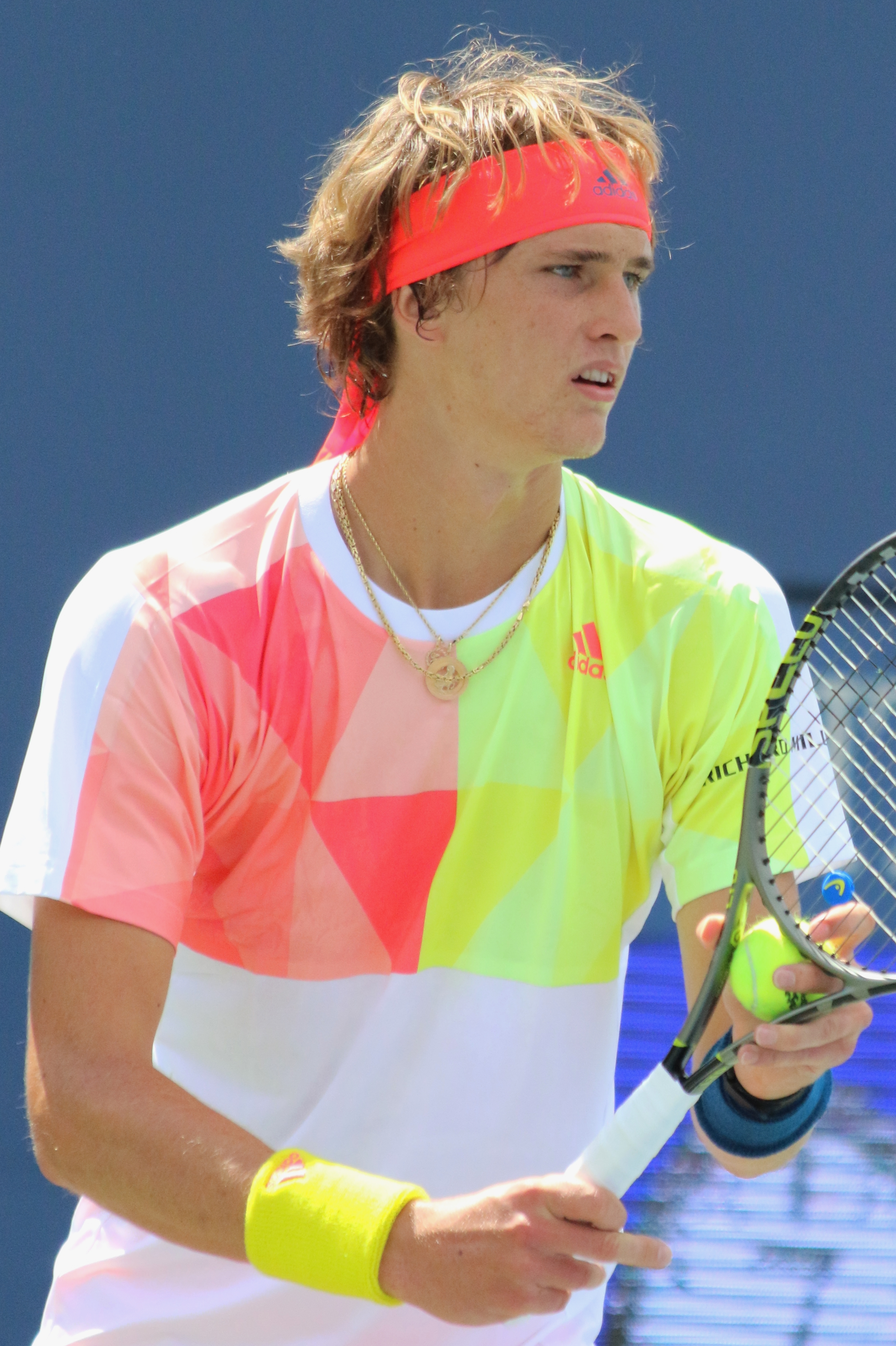
2016年全米オープンでのアレクサンダー・ズベレフ

年初のホップマン・カップにザビーネ・リシツキと組んで出場。フランス戦で2勝を挙げる。2月の南フランス・オープンで2回戦で第2シードマリン・チリッチを破るなど、ツアー3度目の準決勝進出。準決勝で審判への暴言により、コードバイオレーションを取られた。またダブルスでは兄ミーシャと組んでツアー2度目の準優勝。
3月のデビスカップ対チェコ戦でデビスカップドイツ代表デビューを果たした。翌週のBNPパリバ・オープンではイワン・ドディグ、グリゴール・ディミトロフ、ジル・シモンを破り、マスターズ初の4回戦進出。4回戦ではラファエル・ナダルをマッチポイントまで追い込むも、7-6(8), 0-6, 5-7で敗れた。全仏直前のニース・オープンでは準々決勝でジル・シモンに6-3, 6-7(6), 7-6(1)で破ると、準決勝でジョアン・ソウザを6-4, 4-6, 6-2で破り、自身初のATPツアーで決勝に進出。決勝ではドミニク・ティームに4-6, 6-3, 0-6で敗れ初優勝はならなかった。
全仏オープンでは3回戦まで進出するがドミニク・ティームに敗れた。ゲリー・ウェバー・オープンでは準決勝でロジャー・フェデラーを破り、決勝に進出。決勝では同胞の先輩のフロリアン・マイヤーに2-6, 7-5, 3-6で敗れ、初優勝はならなかった。
ウィンブルドンでは初めてシードとなり、第24シードで出場。雨天や日没によるサスペンデッドを経ながら、3回戦に進出。3回戦で世界ランキング9位のトマーシュ・ベルディヒに3-6, 4-6, 6-4, 1-6で敗れた。9月のサンクトペテルブルク・オープンで今季3度目の決勝進出。決勝でスタン・ワウリンカに6-2, 3-6, 7-5で勝利し、ATPツアー初優勝を果たした。10代でのツアー優勝は2008年のマリン・チリッチ以来である。年間最終ランキングは24位。

### 2017年 マスターズ初優勝 世界3位

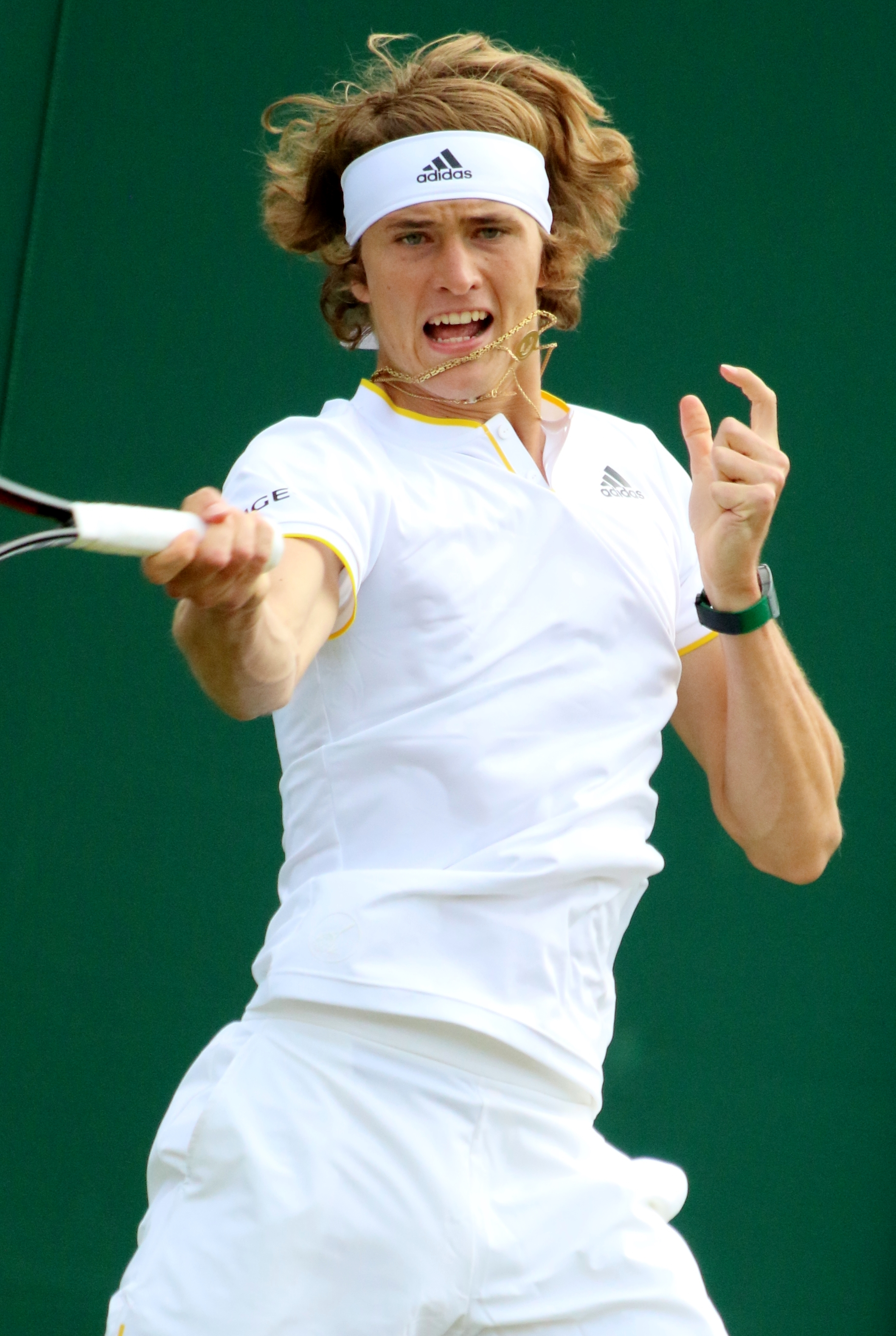
2017年ウィンブルドンでのアレクサンダー・ズベレフ

年初のホップマン・カップのスイス戦ではロジャー・フェデラーに7-6(1), 6-7(4), 7-6(4)で勝利した。全豪オープンでは3回戦でラファエル・ナダルと4時間を超える激闘の末、6-4, 3-6, 7-6(5), 3-6, 6-2のフルセットで敗れた。
2月のデビスカップ対ベルギー戦では兄ミーシャと共にドイツ代表に選出され、ダブルスには兄弟で組んで出場。ルーベン・ベーメルマンス/ヨリス・デ・ローレ組に敗れた。
翌週の南フランス・オープンではシングルス決勝ではリシャール・ガスケを破り、ツアー2勝目をあげ、ダブルスでは兄のミーシャ・ズベレフと組んで、決勝でファブリス・マルタン/ダニエル・ネスターに勝利し、ダブルス初優勝を果たした。
マイアミ・オープンでは第16シードとして出場。3回戦で第1シードのスタン・ワウリンカをフルセットの末に破る金星を挙げベスト8に進出。しかし準々決勝でニック・キリオスに敗れた。
その後のクレーコートシーズンで彼は飛躍を果たす。まずBMWオープン決勝でギド・ページャを下して、ツアー3勝目。ムチュア・マドリード・オープンではノーシードでの出場となったものの、2回戦で第7シードのマリン・チリッチ、3回戦で第11シードのトマーシュ・ベルディハを破りベスト8。そして5月のBNLイタリア国際では、準々決勝でミロシュ・ラオニッチ、準決勝でジョン・イスナーに勝利し、マスターズ1000で初めて決勝に駒を進めると、決勝では第2シード・世界ランキング2位のノバク・ジョコビッチを6-4, 6-3で破り、ツアー4勝目、マスターズ初優勝を決めた。大会後の世界ランキングで自己最高の10位となり、20歳でトップ10入りを果たす。しかし、第9シードで迎えた全仏オープンは1回戦でフェルナンド・ベルダスコに4-6, 6-3, 4-6, 2-6で敗れた。
ゲリー・ウェバー・オープンでは決勝に進出。しかし、決勝ロジャー・フェデラーにストレートで完敗を喫す。ウィンブルドンでは初めて4回戦に進出するもミロシュ・ラオニッチに敗れた。
シティ・オープン準決勝では第2シードの錦織圭を6-3,6-4のストレートで下し、決勝でケビン・アンダーソンを破り、ツアー5勝目。ロジャーズ・カップ決勝で第2シード・ロジャー・フェデラーに6-3, 6-4で勝利し、ATPマスターズ1000で2勝目を挙げる。

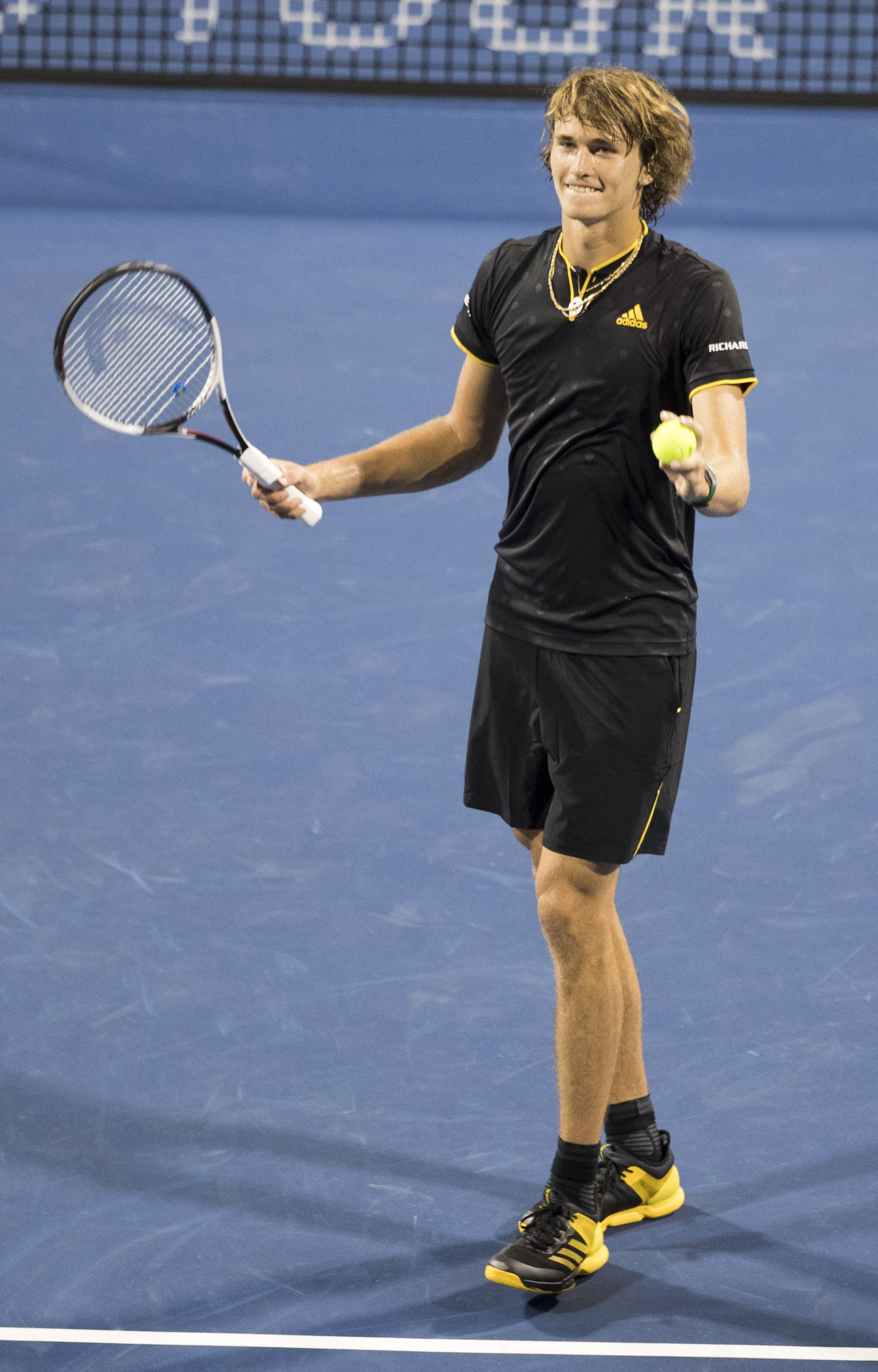
2017年シティ・オープンでのアレクサンダー・ズベレフ

全米オープンは第4シードで迎えたが2回戦でボルナ・チョリッチに敗れた。その後は早期敗退が目立ち始めるが、パリ・マスターズ終了後、昨年優勝者アンディ・マリーのポイント失効により、自己最高の世界ランク3位を記録した。
レースランキング3位でATPファイナルズに初出場が決まった為、ネクストジェネレーション・ATPファイナルの出場を辞退してATPファイナルズに専念する。しかしラウンドロビン1勝2敗で敗退となった。終盤の失速はあったものの、20歳の若さで5度のツアー優勝、マスターズ2勝、年間最終ランキングは4位と、飛躍の年となった。

### 2018年 マスターズ3勝目 全仏ベスト8 ATPファイナルズ初優勝
年始のホップマンカップでは決勝進出したが、スイスに敗れた。全豪オープンでは2年連続で3回戦に進出したが、鄭現に逆転負けを許した。前年末に続き早期敗退が目立ったものの、マイアミ・オープンではこれまで負け越していたニック・キリオス、ボルナ・チョリッチを下し初の決勝進出。決勝で地元アメリカのジョン・イスナーに7-6(4), 4-6, 4-6で敗れて準優勝となった。
モンテカルロ・マスターズではリシャール・ガスケに勝利し準決勝へ進出したが、錦織圭にフルセットの末に敗れた。5月のBMWオープンで大会2連覇を達成。ムチュア・マドリード・オープンでは第2シードとして出場し準決勝でデニス・シャポバロフをストレートで下し決勝進出、決勝で第5シードドミニク・ティームに6-4, 6-4で勝利し初優勝、マスターズ1000で3勝目を挙げた。
第2シードで出場した全仏オープンでは2回戦から3試合連続フルセット勝ちと苦戦しながらもグランドスラムで初めてベスト8に進出したが、準々決勝は第7シードのドミニク・ティームに4-6, 2-6, 1-6で完敗した。ウィンブルドンは3回戦でエルネスツ・ガルビスに敗れた。8月のシティ・オープンで2連覇を達成、なお3回戦で兄のミーシャ・ズベレフとのツアー初対戦が実現している。

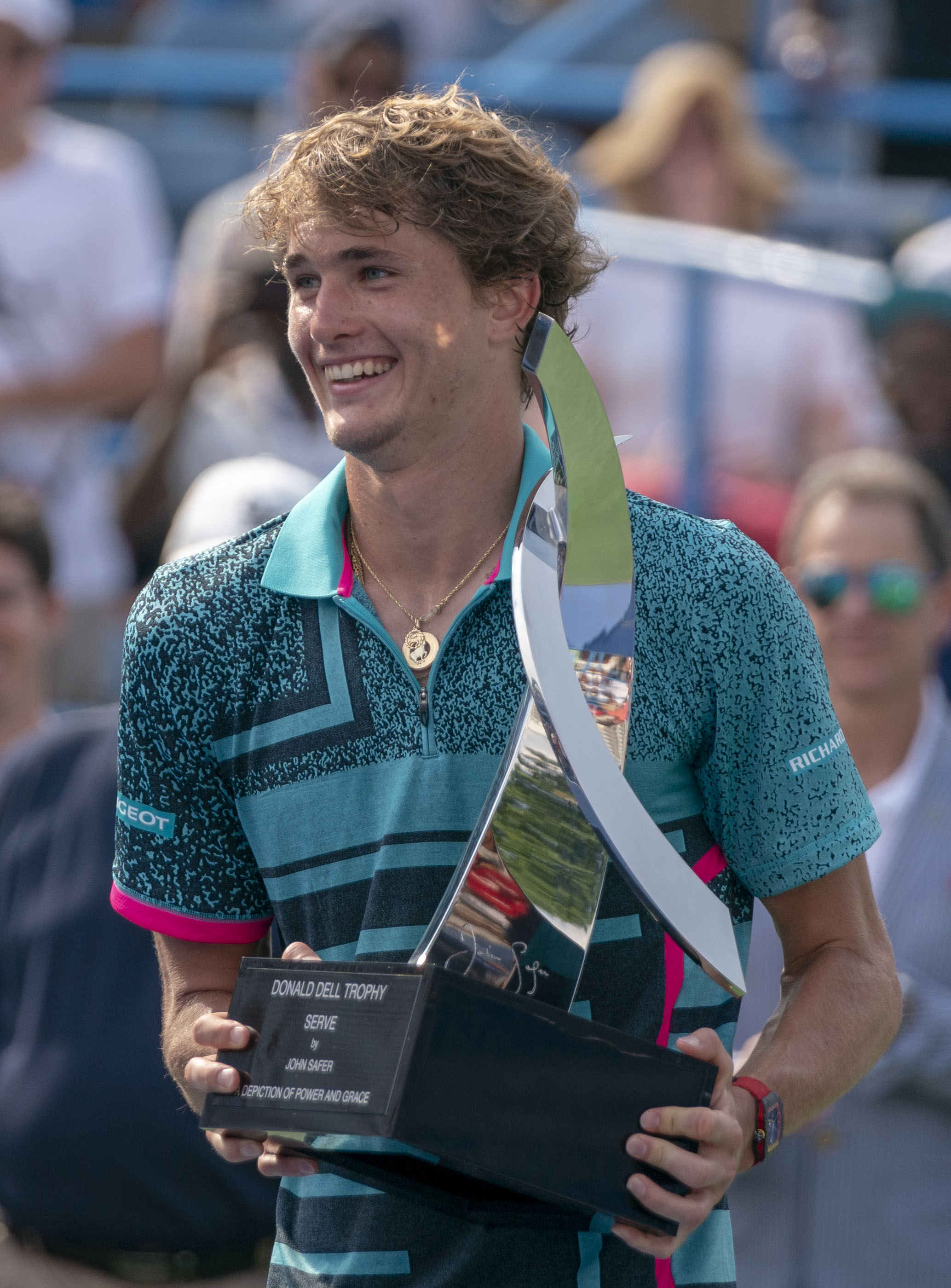
2018年シティ・オープンでのアレクサンダー・ズベレフ

元世界ランク1位のイワン・レンドルをコーチに迎えて臨んだ全米オープンでは初めて3回戦に進出したが、同胞の先輩フィリップ・コールシュライバーに敗れた。
レースランキング5位で出場したATPファイナルズは、ラウンドロビンを2勝1敗で2位通過、準決勝で第2シードのフェデラーを7-5, 7-6(5)で、決勝で第1シードのジョコビッチを6-4, 6-3のストレートで下し、21歳の若さでファイナルズ初優勝を果たした年間最終ランキングは4位。

### 2019年 全仏ベスト8 マスターズ準優勝
年始のホップマンカップでは2年連続で決勝進出したが、昨季に続きスイスに敗れた。全豪オープンは自己最高となる4回戦まで進出したが、4回戦ではミロシュ・ラオニッチに敗れた。メキシコ・オープンではシングルスで決勝でニック・キリオスに敗れて、準優勝に終わったが、兄のミーシャ・ズベレフと組んだダブルスでは決勝でアルテム・シタク/オースティン・クライチェク組を2-6, 7-6(4), 10-5で破り、優勝した。その後は前年準優勝のマイアミ・オープンで、引退を表明していたダビド・フェレールに2回戦で敗れ、連覇中のBMWオープンでも準々決勝でクリスチャン・ガリンに敗れるなど早期敗退が続いた。

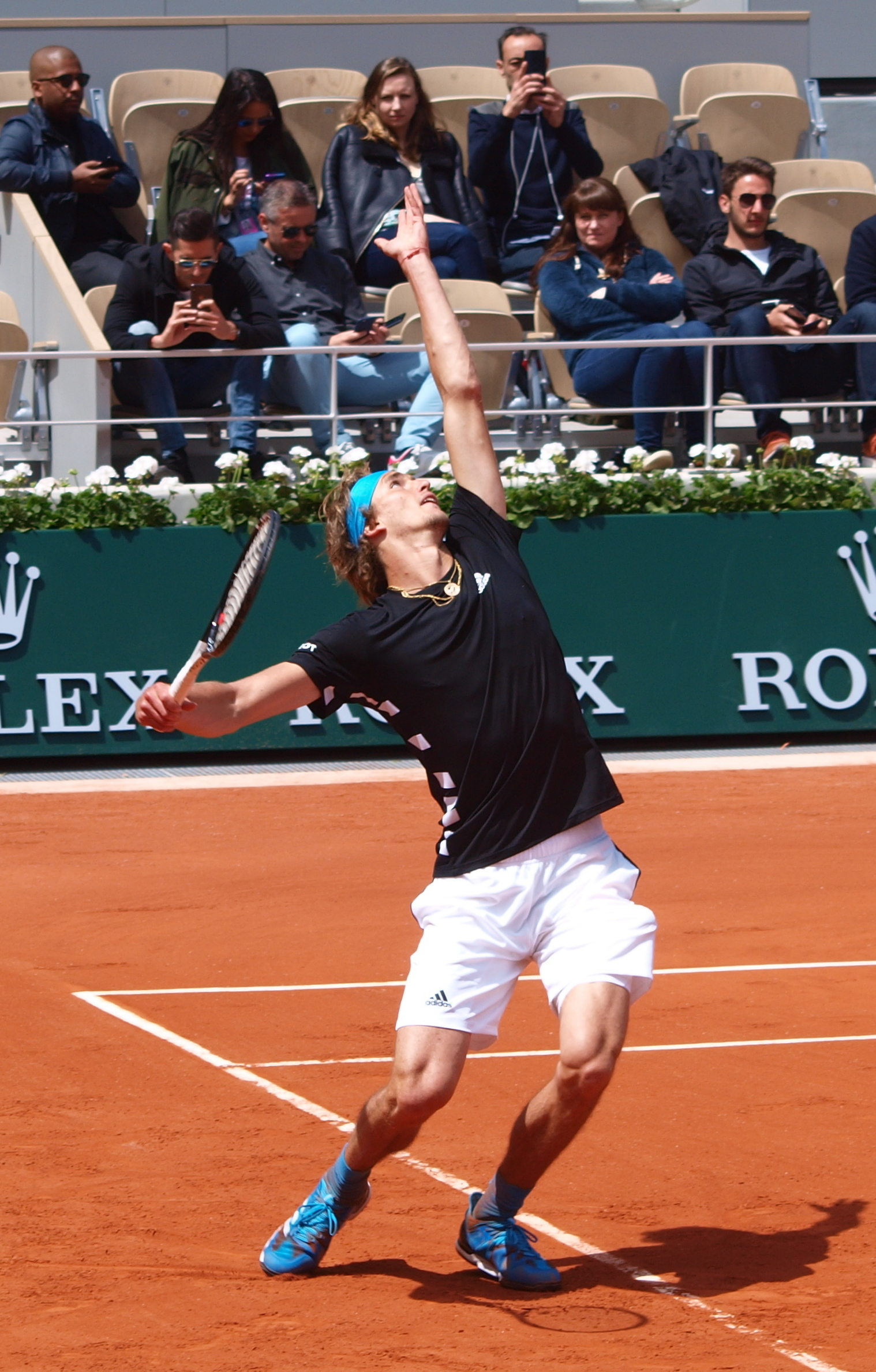
2019年全仏オープンでのアレクサンダー・ズベレフ

全仏オープンの前哨戦に当たるジュネーヴ・オープンではニコラス・ジャリーを破り、優勝した。全仏オープンでは4回戦で好調のファビオ・フォニーニを下して2年連続でベスト8入りした。準々決勝でノバク・ジョコビッチに敗れた。
ウィンブルドン選手権は初戦で予選勝者のイジー・ベセリーに敗れた。7月のドイツ国際オープン中にイワン・レンドルとのコーチ契約解消を発表した。
全米オープンでは4回戦でディエゴ・シュワルツマンに敗れた。10月の上海マスターズでは準々決勝で、昨年のツアーファイナル以来の対戦となったロジャー・フェデラーを6-3, 6-7(7), 6-3で破ると、続く準決勝で新鋭のマッテオ・ベレッティーニを下し決勝進出を果たす。その決勝では過去4戦全勝のダニール・メドベージェフと対戦したが、6大会連続で決勝進出中と躍進を続けていたメドベージェフに4-6, 1-6と圧倒され、準優勝に終わった。
ランキング7位で臨んだATPファイナルズではラファエル・ナダルを破るなど2勝1敗で2年連続ラウンドロビンを突破、準決勝でドミニク・ティームに敗れ連覇は逃した。年間最終ランキングは7位。

### 2020年 全豪ベスト4 全米準優勝
ATPカップを3連敗でラウンドロビン敗退でシーズンをスタートした。全豪オープンは4回戦で好調アンドレイ・ルブレフを撃破すると、準々決勝ではスタン・ワウリンカを下して初のベスト4入り。準決勝でドミニク・ティームに敗れた。
3月より新型コロナウイルス感染症の流行によりツアーが中断。しかし中断期間にジョコビッチが主催し、複数の新型コロナウイルス感染者を出したチャリティー大会に参加。自身は陰性だったものの、その後の自主隔離期間にもパーティーに参加したことで非難を受けた。
ツアー再開後初戦のウエスタン・アンド・サザン・オープンは1回戦でアンディ・マリーに敗れた。全米オープンでは準決勝でパブロ・カレーニョ・ブスタに2セットダウンからの大逆転勝利を収め、グランドスラム初の決勝進出。しかしドミニク・ティエムとの決勝では逆に2セットアップから逆転を許し、4時間2分の末に6-2, 6-4, 4-6, 3-6, 6-7(6)で惜敗。準優勝に終わり、スピーチでは涙を見せた。10月にケルンで開催された大会で2週連続優勝。パリ・マスターズは決勝でダニール・メドベージェフに敗れて、準優勝。2020年ATPファイナルズはラウンドロビン敗退。年間最終ランキングは7位。

### 2021年 東京五輪金メダル 全仏ベスト4
ATPカップではドイツのエースとして出場。グループステージでカナダのデニス・シャポバロフ、セルビアのジョコビッチを破り、ドイツ代表は準決勝進出を果たしたが、ロシアのダニール・メドベージェフに敗れベスト4で終えた。
全豪オープンは第6シードとして、順当にベスト8まで進出。準々決勝では第1シードのジョコビッチに敗れた。3月のメキシコ・オープンでは、決勝のステファノス・チチパス戦を含むすべてストレート勝利で優勝し、ツアー14勝目を挙げた。
5月のムチュア・マドリード・オープンではラファエル・ナダルをストレートで破りベスト4入り。決勝ではマッテオ・ベレッティーニを下し、3年ぶりのマスターズ優勝。BNLイタリア国際はベスト8。全仏オープンは第6シードとして出場。順当に3度目のベスト8まで駒を進めた。準々決勝のアレハンドロ・ダビドビッチ・フォキナ戦をストレートで勝利し、自身初の全仏オープンベスト4入り。準決勝で第5シードのステファノス・チチパスと対戦し、3-6, 3-6, 6-4, 6-4, 3-6のフルセットの末に敗退。

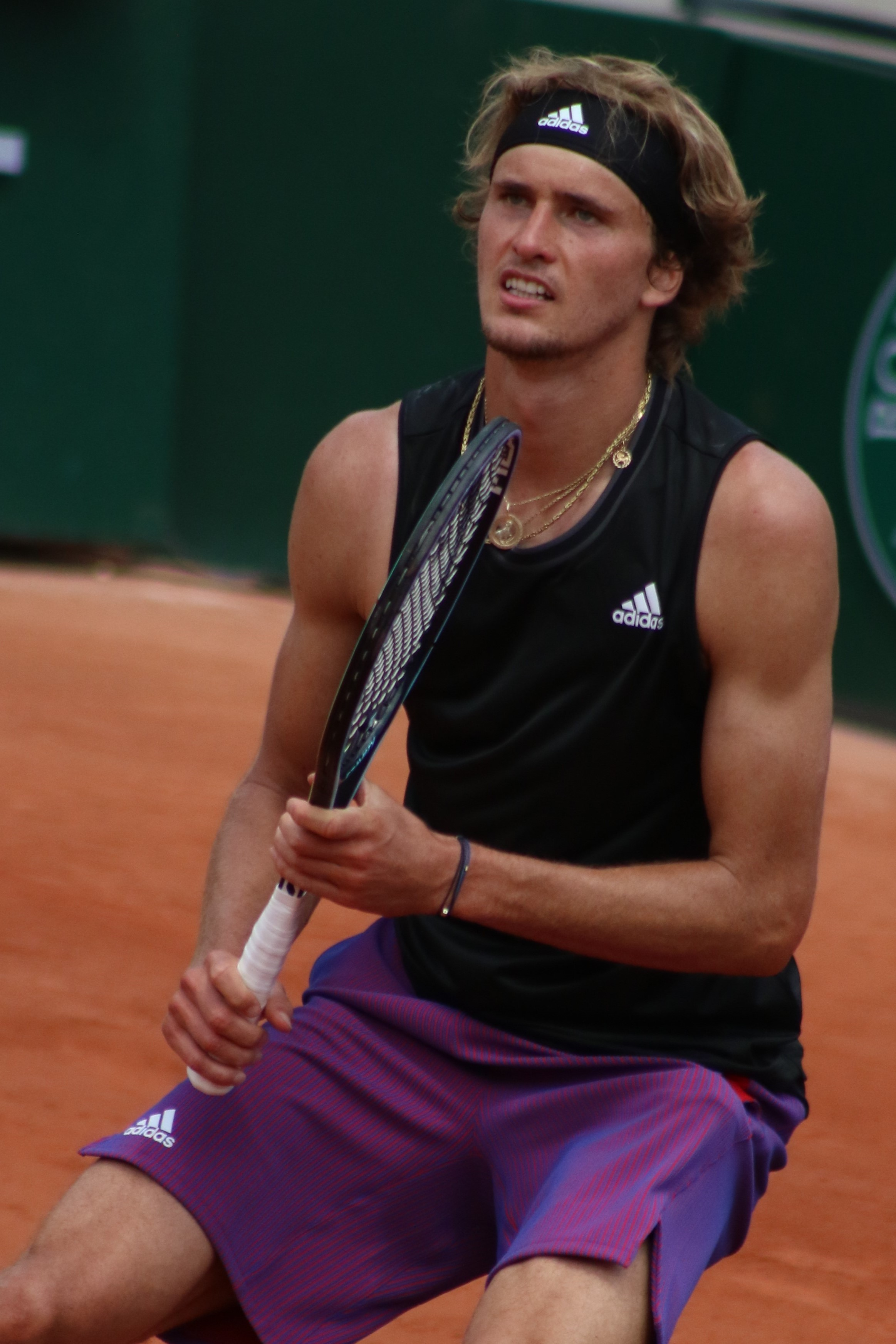
2021年全仏オープンでのアレクサンダー・ズベレフ

ウィンブルドン選手権では第4シードとして出場し、2017年以来の4回戦進出。フェリックス・オジェ＝アリアシムに4-6, 6-7(8), 6-3, 6-3, 4-6のフルセットの末に敗れ、初の準々決勝進出はならなかった。
1年遅れで開催された東京2020オリンピックにドイツ代表として出場。初のオリンピックでベスト4まで進出すると、準決勝ではセルビアのジョコビッチを1-6, 6-3, 6-1で下し決勝進出。決勝ではロシア・オリンピック委員会のカレン・ハチャノフを6-3, 6-1のストレートで破り、金メダルを獲得した。
ウエスタン・アンド・サザン・オープンではキャスパー・ルードやステファノス・チチパスらを破り決勝に進出。決勝ではアンドレイ・ルブレフにストレートで勝利し、マスターズ5勝目、ツアー通算17勝目を挙げた。2021年全米オープンでは3回戦でジャック・ソック、4回戦でヤニック・シナー、準々決勝も突破。2年連続準決勝進出。準決勝ではジョコビッチにフルセットで敗れ、ベスト4で幕を閉じた。
レーバーカップにはチーム・ヨーロッパ（欧州選抜）として出場。シングルスでジョン・イズナーに勝ち、ダブルスではマッテオ・ベレッティーニと組み、イズナー/デニス・シャポバロフ組に敗れたが、アンドレイ・ルブレフと組んだダブルスではシャポバロフ/ライリー・オペルカ組に勝利。チームの優勝に貢献した。
BNPパリバ・オープンでは大会初のベスト8入り。エルステ・バンク・オープンでは決勝でフランシス・ティアフォーを下して優勝。ツアー18勝目を挙げた。パリ・マスターズはベスト4入り。
ATPファイナルズでは「レッド・グループ」に割り当てられ、マッテオ・ベレッティーニ、ホベルト・ホルカシュに勝利したがダニール・メドベージェフに敗れ、2勝1敗でラウンドロビン通過。準決勝ではジョコビッチを下して決勝進出。決勝ではメドベージェフを4-6, 4-6で破り、3年ぶりの大会優勝を果たした。年間最終ランキングは3位。

### 2022年 全仏ベスト4 世界2位 長期離脱
ドイツ代表としてATPカップに出場。イギリスのキャメロン・ノリーとアメリカ合衆国のテイラー・フリッツに勝利するも、カナダのフェリックス・オジェ＝アリアシムに敗れてラウンドロビン敗退。
全豪オープンは6年連続ベスト16入りするも、4回戦でデニス・シャポバロフに3-6, 6-7(5), 3-6のストレートで敗れた。その後の南フランス・オープンでは決勝進出。決勝でアレクサンダー・ブブリクに敗れて、準優勝。
2月、メキシコ・オープンのダブルス1回戦で試合中に審判の判定に不満を漏らした後、敗戦後にラケットで審判の椅子を何度もたたく行為を行ったため、シングルスの失格と罰金を科された。試合後、自身のSNS上で謝罪した。さらに、追加処分としてさらなる罰金と8週間のツアー出場停止を1年間の執行猶予付きで科された。

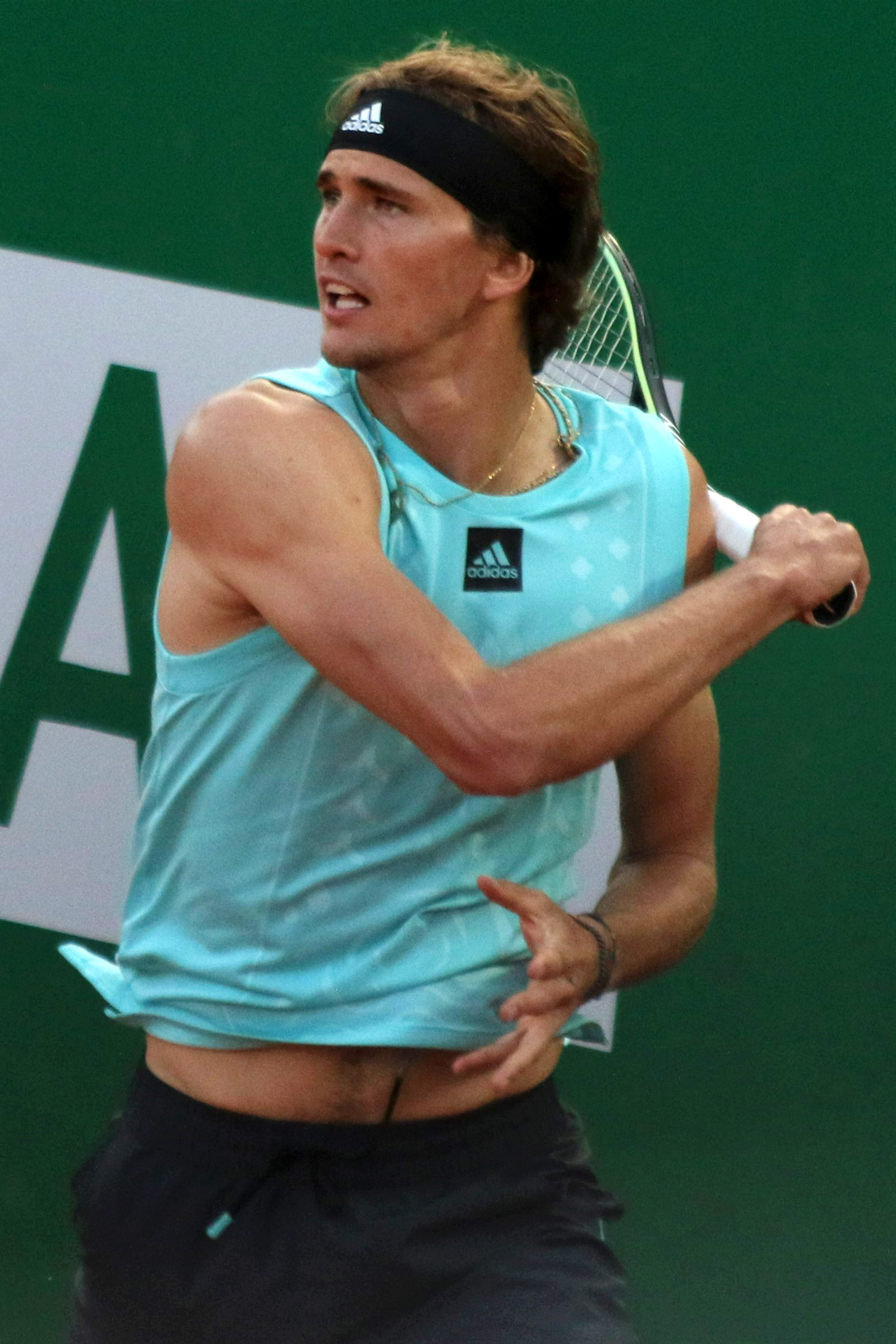
2022年モンテカルロ・マスターズでのアレクサンダー・ズベレフ

クレーシーズンに入ると、モンテカルロ・マスターズでは準々決勝でヤニック・シナーを5-7, 6-3, 7-6(5)で退け、2018年以来のベスト4入り。準決勝では前年覇者のステファノス・チチパスに敗れた。続くBMWオープンでは18歳のデンマーク出身のホルガ・ルーネに3-6, 2-6のストレートで敗れ、「ここ5〜7年で最悪の試合」と悔やんだ。しかし、ムチュア・マドリード・オープンでは準決勝でチチパスを退け、2年連続決勝進出。カルロス・アルカラスとの決勝は3-6, 1-6のストレートで敗れ準優勝。BNLイタリア国際でもベスト4入りしたが、準決勝でチチパスに逆転負け。
全仏オープンでは第3シードとして出場。順当にベスト8まで駒を進め、準々決勝では第6シードのカルロス・アルカラスに6-4, 6-4, 4-6, 7-6(7)で勝利。マドリード・オープンでのリベンジを果たすとともに同大会2年連続ベスト4入りを遂げた。しかし準決勝のラファエル・ナダル戦にて右足首を負傷、6-7(8), 6-6のスコアで棄権となり、グランドスラム2度目の決勝進出を逃した。帰国後の精密検査において右足首の靭帯断裂が確認され、手術を受けた。世界ランキングは一時自己最高の2位に浮上したが、全仏以降のシーズンは全休となり、年間最終ランキングは12位。

### 2023年 全仏ベスト4 トップ10復帰
1月、全豪オープンで復帰、2回戦でマイケル・モーに7-6(1), 4-6, 3-6, 2-6で敗れる。
2月、ABNアムロ・オープンに出場し2回戦でタロン・フリークスポールに4-6, 3-6, 4-6で敗れる。その後カタール・エクソンモービル・オープンに第4シードとして出場するも、アンディ・マリーに6-7(5), 6-2, 5-7で敗れ、初戦敗退となった。
3月、ドバイ・テニス選手権では準決勝でアンドレイ・ルブレフに敗退。BNPパリバ・オープンでは4回戦でダニール・メドベージェフに敗退。マイアミ・オープンではダニエル太郎に初戦敗退。

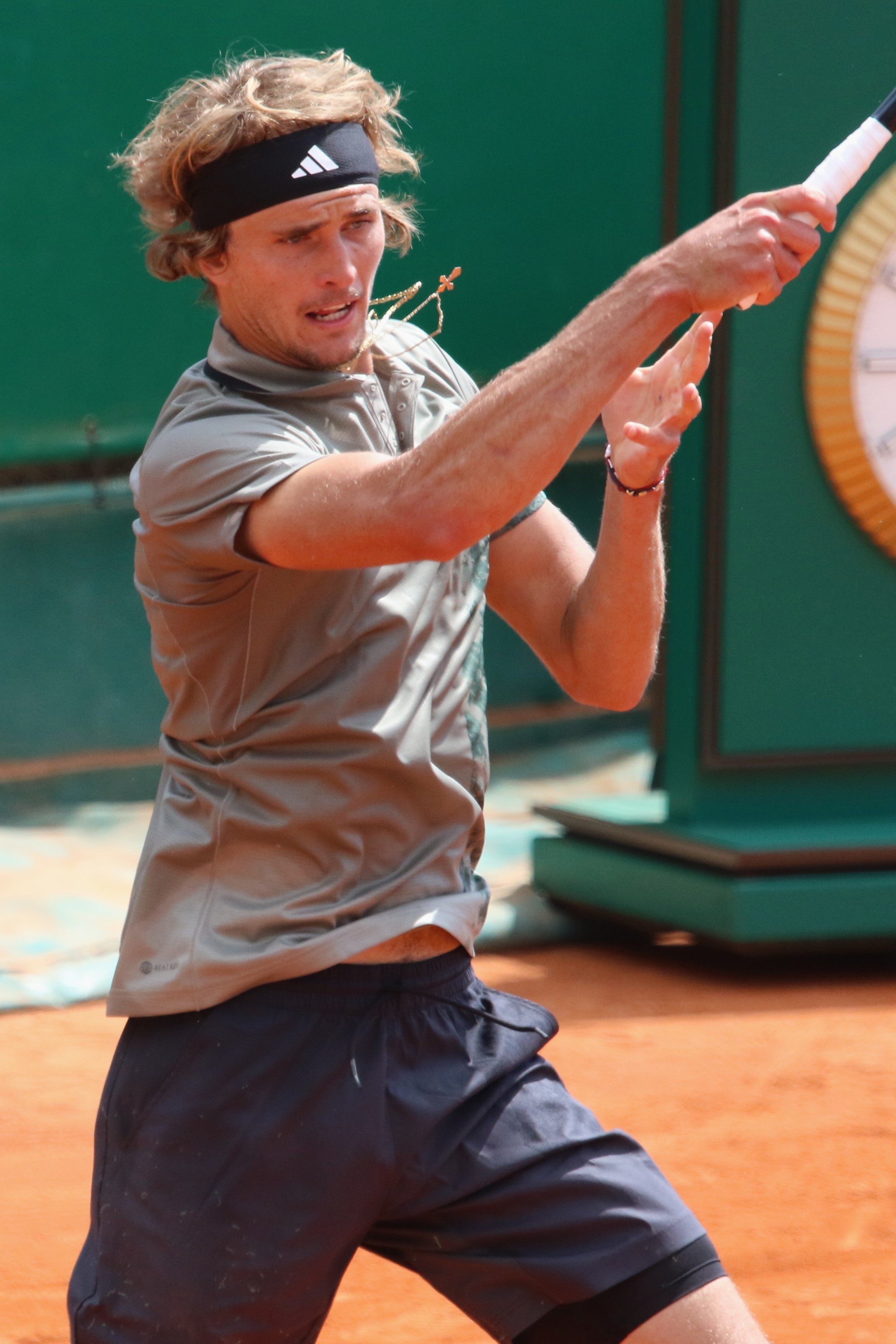
2023年モンテカルロ・マスターズでのアレクサンダー・ズベレフ

4月、モンテカルロ・マスターズにおいて、1回戦でアレクサンダー・ブブリクを3-6, 6-2, 6-4、2回戦でロベルト・バウティスタ・アグートを6-4, 6-4で下すも、3回戦ではメドベージェフに6-3, 5-7, 6-7(7)のフルセットで敗れた。
5月、マドリード・オープンでは4回戦でカルロス・アルカラスに1-6, 2-6のストレートで敗れた。同月下旬、BNLイタリア国際では4回戦でメドベージェフに敗退。続くジュネーブ・オープンではベスト4入りするも、準決勝でニコラス・ジャリーに敗れた。
6月、全仏オープンでは第22シードとして出場する。3回戦では第12シードのフランシス・ティアフォーを3-6, 7-6(3), 6-1, 7-6(5)の逆転で、4回戦では第28シードのグリゴール・ディミトロフを6-1, 6-4, 6-3のストレートで勝利し、ベスト8進出。準々決勝ではトマス・マルティン・エチェベリを6-4, 3-6, 6-3, 6-4で破り、3年連続ベスト4進出。準決勝では前年準優勝で第4シードのキャスパー・ルードに3-6, 4-6, 0-6のストレートで敗れた。

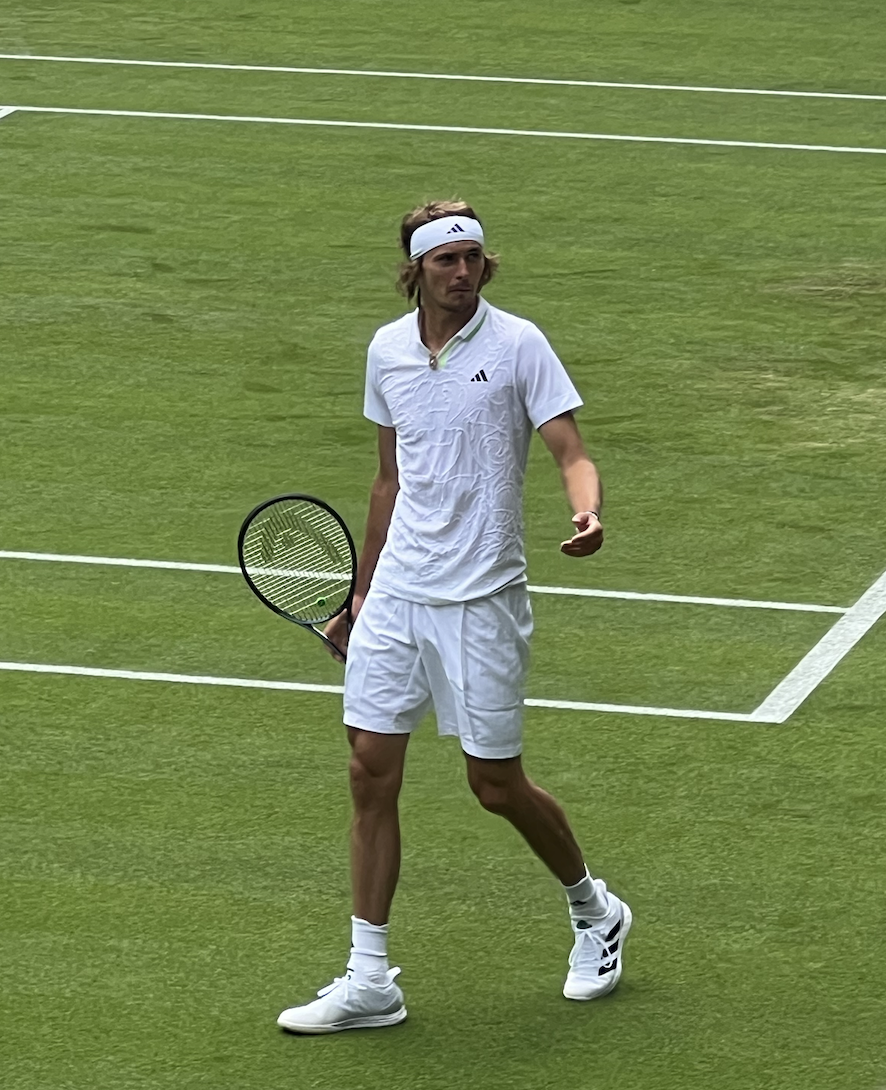
2023年ウィンブルドン選手権でのアレクサンダー・ズベレフ

7月、ハレ・オープンではベスト4入り。準決勝ではアレクサンダー・ブブリクに3-6, 5-7のストレートで敗れた。ウィンブルドン選手権では第19シードとして出場し、1回戦でハイス・ブラウワーを6-4, 7-6(4), 7-6(5)、2回戦で綿貫陽介を6-4, 5-7, 6-2, 6-2で下すも、3回戦ではマッテオ・ベレッティーニに3-6, 6-7(4), 6-7(5)のストレートで敗退。ドイツ国際オープンでは決勝でラスロ・ジェレを7-5, 6-3で下して、ツアー20勝目を挙げた。
8月、ナショナル・バンク・オープンでは2回戦でアレハンドロ・ダビドビッチ・フォキナに1-6, 2-6のストレートで敗れた。ウエスタン・アンド・サザン・オープンではベスト4入り。準決勝ではノバク・ジョコビッチに6-7(5), 5-7で敗退。
9月、全米オープンでは第12シードとして出場し、3回戦で第19シードのグリゴール・ディミトロフを6-7(2), 7-6(8), 6-1, 6-1、4回戦では第6シードのヤニック・シナーを6-4, 3-6, 6-2, 4-6, 6-3のフルセットで下して、ベスト8入り。準決勝では第1シードのカルロス・アルカラスに6-3, 6-2, 6-4のストレートで敗れた。同月下旬、成都オープンでは決勝でロマン・サフィウリンを6-7(2), 7-6(5), 6-3で破り、ツアー21勝目を挙げた。
10月、チャイナ・オープンではベスト4入りするも、準決勝でメドベージェフに4-6, 3-6で敗退。上海マスターズではサフィウリンに3-6, 1-6のストレートで初戦敗退。ジャパン・オープンでもジョーダン・トンプソンに3-6, 4-6のストレートで初戦敗退。
11月、パリ・マスターズでは3回戦でステファノス・チチパスに6-7(2), 4-6のストレートで敗れた。2023年ATPファイナルズでは第7シードとして出場し、第2シードのアルカラスを6-7(3), 6-3, 6-4で下し、続けて第5シードのルブレフに6-4, 6-4で勝利。第3シードのメドベージェフに6-7(7), 4-6で敗れ、グループステージ敗退。年間最終ランキングは7位。

### 2024年 全仏準優勝 マスターズ7勝目 ユナイテッド杯初優勝
1月、ユナイテッドカップではドイツ代表として出場し、決勝でポーランドと対決。シングルスではホベルト・ホルカシュを7-6(3), 6-7(6), 6-4で下し、ダブルスでも勝利して、チームの初優勝に貢献した。全豪オープンでは第6シードとして出場し、4回戦で第19シードのキャメロン・ノリーを7-5, 3-6, 6-3, 4-6, 7-6(3)のフルセットで勝利し、準々決勝では第2シードのカルロス・アルカラスを6-1, 6-3, 6-7(2), 6-4で下して、同大会4年ぶり2度目のベスト4入り。
準決勝では第3シードのダニール・メドベージェフを7-5, 6-3, 6-7(4), 6-7(5), 3-6の2セットアップの逆転で敗れ、初の決勝進出を逃した。
4月、モンテカルロ・マスターズでは4回戦ではステファノス・チチパスに5-7, 6-7(3)のストレートで敗れるも、ダブルスではマルセロ・メロと組み、マスターズ準優勝を飾った。マドリード・オープンでは2回戦でボルナ・チョリッチを6-3, 6-2、3回戦でデニス・シャポバロフを6-4, 7-5で下すも、4回戦ではフランシスコ・セルンドロに3-6, 4-6のストレートで敗退。
5月、BNLイタリア国際ではすべてストレートでベスト8進出。準々決勝ではテイラー・フリッツを6-4, 6-3のストレートで破り、準決勝ではアレハンドロ・タビロを1-6, 7-6(4), 6-2の逆転勝利により決勝進出。決勝ではニコラス・ジャリーを6-4, 7-5のストレートで倒して、同大会では2017年以来、7年ぶりの優勝を飾り、ATPマスターズ1000では6勝目を挙げた。
6月、全仏オープンでは第4シードとして出場し、1回戦ではローラン・ギャロス最多優勝を誇るクレーキングであるラファエル・ナダルを6-3, 7-6(5), 6-3のストレートで破り、7年連続8度目の初戦突破を果たした。そのまま順当に2回戦ではダビド・ゴファンを7-6(4), 6-2, 6-2、3回戦で第26シードのタロン・フリークスポールを3-6, 6-4, 6-2, 4-6, 7-6(3)、4回戦では第13シードのホルガ・ルーネを4-6, 6-1, 5-7, 7-6(2), 6-2、シード勢らを下して、ベスト8入り。準々決勝では第11シードのアレックス・デミノーを6-4, 7-6(5), 6-4、準決勝では昨年大会で決勝進出を阻まれた第7シードのキャスパー・ルードから2-6, 6-2, 6-4, 6-2で逆転勝利を収めてリベンジを果たし、2020年以来、自身2度目となるグランドスラム決勝進出を決めた。
決勝では第3シードのカルロス・アルカラスを3-6, 6-2, 7-5, 1-6, 2-6の4時間19分に及ぶフルセットの死闘の末に敗れ、準優勝で幕を閉じた。
7月、ウィンブルドン選手権では第4シードとして出場。3回戦でのキャメロン・ノリー戦では第3セットを危なげなく制して、6-4, 6-4, 7-6(15)で破るも、4回戦では第13シードのテイラー・フリッツに6-4, 7-6(4), 4-6, 6-7(3), 3-6の2セットアップからの逆転敗退。地元ハンブルクでは4試合を制して、決勝進出するも、アルトゥール・フィスに3-6, 6-3, 6-7(1)で敗れ、準優勝を飾った。
9月、全米オープンでは第4シードとして出場。順当に勝ち上がり、3回戦でブランドン・ナカシマを3-6, 6-1, 6-2, 6-2の逆転で下してベスト8進出。準々決勝では第12シードのフリッツに6-7(2), 6-3, 4-6, 6-7(3)で敗れ、グランドスラム2大会連続でフリッツに敗れることとなった。レーバーカップでは世界選抜として参戦し、シングルス第1試合ではフリッツに4-6, 5-7で敗退するも、第2試合ではティアフォーを6-7(5), 7-5, 10-5で破り、勝利。ダブルスではアルカラスと組み、フリッツ/シェラトン組に6-7(5), 4-6で敗れたものの、世界選抜の優勝に貢献した。
10月、上海マスターズでは4回戦でダビド・ゴファンに4-6, 5-7のストレートで敗れた。エルステ・バンク・オープンではベスト8進出するも、準々決勝ではムゼッティに2-6, 7-6(5), 4-6で敗れた。
11月、パリ・マスターズでは3回戦でフィスを6-4, 3-6, 6-3、準々決勝でチチパスを7-5, 6-4、準決勝でルーネを6-3, 7-6(4)で下して決勝進出。決勝ではウゴ・アンベールを6-2, 6-2のストレートで下して、大会初優勝を果たして、マスターズ7勝目を挙げた。年間最終ランキングは2位。

### 2025年 全豪準優勝
1月、全豪オープンでは第2シードとして出場。1回戦でリュカ・プイユを6-4, 6-4, 6-4、2回戦でペドロ・マルティネス (テニス選手)を6-1, 6-4, 6-1、3回戦ではジェイコブ・ファーンリーを6-3, 6-4, 6-4のそれぞれストレートで破り、4回戦では第14シードのウゴ・アンベールを6-1, 2-6, 6-3, 6-2、準々決勝で第12シードのトミー・ポール (テニス) を7-6(1), 7-6(0), 2-6, 6-1で破り、2年連続ベスト4進出をする。準決勝では第7シードのノバク・ジョコビッチ戦が第1セット7-6(5)終了時点で棄権したことで大会初の決勝進出。決勝では第1シードのヤニック・シナーに3-6, 6-7(4), 3-6のストレートで敗れ、グランドスラム3度目の準優勝となった。

## プレースタイル

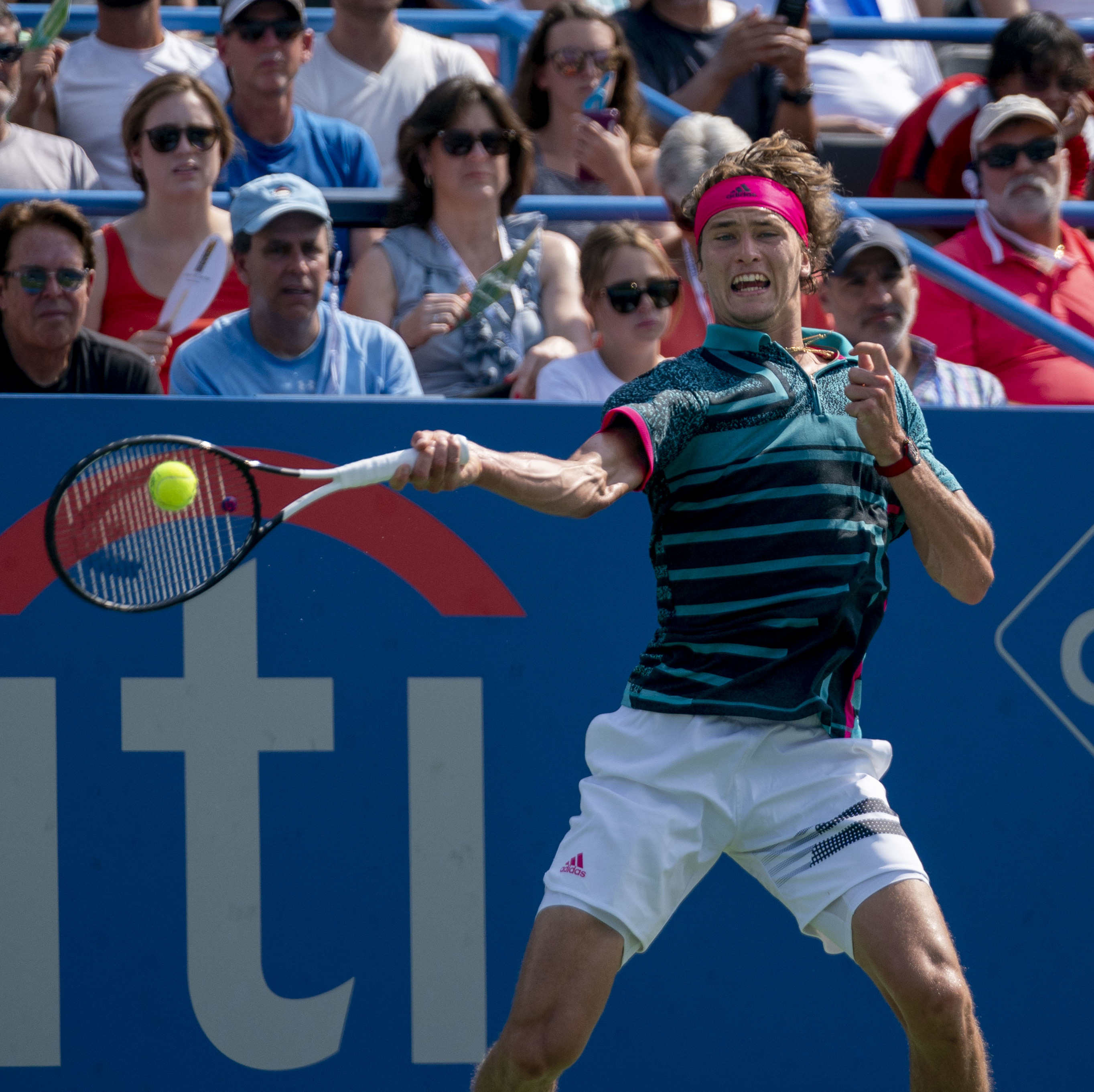
アレクサンダー・ズベレフのフォアハンドストローク

高身長と長い手足を生かして強力なストロークで相手を押していく、アグレッシブベースライナー。身長が高い選手は俊敏性に欠ける傾向にあるが、ズベレフは素早い切り返しや長いリーチで補うことができている。ストロークでは特にフラットドライブで威力のあるバックハンドが強力な武器になっている。バックハンドはコンチネンタルからイースタングリップの間、フォアハンドはセミオープンスタンスでウエスタングリップ。

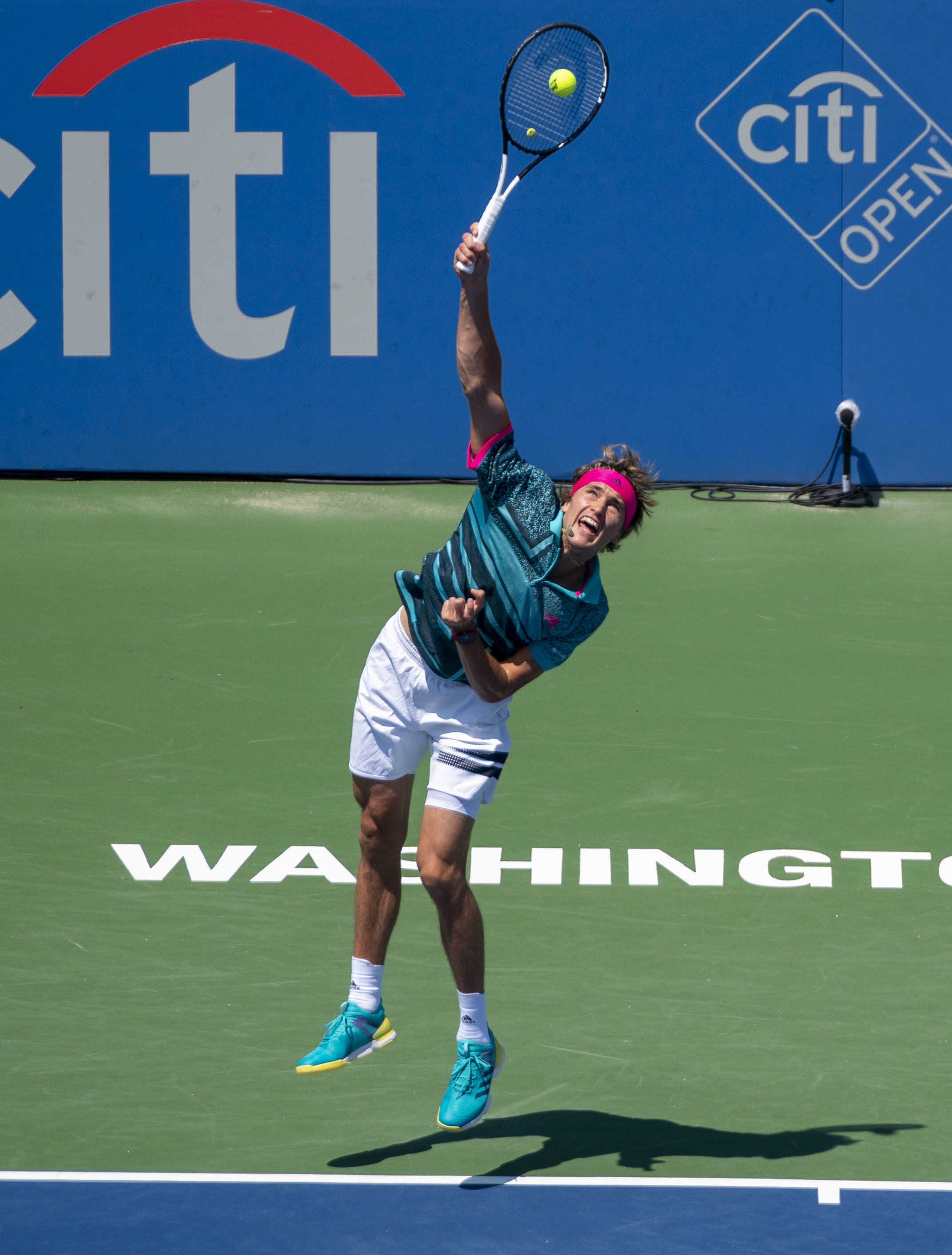
アレクサンダー・ズベレフのサーブ

高身長から放たれるサーブは220 km/h（140 mph）にも到達する非常に強力なものだが、それ以上にスタッツではリターンの方が優れている。
苛立つとラケットを破壊し、そのまま敗戦する姿がしばしば見られたが、2022年全仏オープン準決勝で右足首靭帯断裂の大怪我をしてからは見られなくなった。
グラスコートでロジャー・フェデラー、クレーコートでラファエル・ナダル、ハードコートでノバク・ジョコビッチに勝ったことのある数少ない選手の1人である。

## 人物
・2020年10月、元恋人であるモデルのブレンダ・パテアがズベレフとの子どもを妊娠したと公表した。これに対し「子どもを心待ちにしている。父親としての責任を持って生きていく」と述べた。子どものことは計画的ではなかったものの、2021年3月にパテアは無事娘を出産した。
・3歳のときにⅠ型糖尿病と診断され、医者からは「肉体的に限界のあるプロアスリートにはなれない」と言われ、かなり悔しい思いをするも、逆境に負けずに糖尿病のプロテニス選手の前例がなく、糖尿病の疾患があるにもかかわらず、家族とトレーナーの支えと努力により、プロテニス選手になった背景がある。自身が糖尿病で苦しんだことで2022年8月6日には糖尿病の子どもたちを支援することを目的とした「アレクサンダー・ズべレフ基金」の設立と自身が糖尿病であることを発表した。

## 主要大会決勝

### グランドスラム大会

#### シングルス：3（準優勝3回）
| 結果   | 年     | 大会         | サーフェス | 対戦相手             | スコア                       |
| ------ | ------ | ------------ | ---------- | -------------------- | ---------------------------- |
| 準優勝 | 2020年 | 全米オープン | ハード     | ドミニク・ティーム   | 6-2, 6-4, 4-6, 3-6, 6-7(6-8) |
| 準優勝 | 2024年 | 全仏オープン | クレー     | カルロス・アルカラス | 3-6, 6-2, 7-5, 1-6, 2-6      |
| 準優勝 | 2025年 | 全豪オープン | ハード     | ヤニック・シナー     | 3-6, 6-7(4-7), 3-6           |

### ATPファイナルズ

#### シングルス：2（タイトル2回）
| 結果 | 年     | 大会     | サーフェス    | 対戦相手                 | スコア   |
| ---- | ------ | -------- | ------------- | ------------------------ | -------- |
| 優勝 | 2018年 | ロンドン | ハード (室内) | ノバク・ジョコビッチ     | 6-4, 6-3 |
| 優勝 | 2021年 | トリノ   | ハード (室内) | ダニール・メドベージェフ | 6-4, 6-4 |

### ATPマスターズ1000

#### シングルス：12（タイトル7回, 準優勝5回）
| 結果   | 年     | 大会           | サーフェス    | 対戦相手                 | スコア              |
| ------ | ------ | -------------- | ------------- | ------------------------ | ------------------- |
| 優勝   | 2017年 | ローマ         | クレー        | ノバク・ジョコビッチ     | 6-4, 6-3            |
| 優勝   | 2017年 | モントリオール | ハード        | ロジャー・フェデラー     | 6-3, 6-4            |
| 準優勝 | 2018年 | マイアミ       | ハード        | ジョン・イスナー         | 7-6(7-4), 4-6, 4-6  |
| 優勝   | 2018年 | マドリード     | クレー        | ドミニク・ティーム       | 6-4, 6-4            |
| 準優勝 | 2018年 | ローマ         | クレー        | ラファエル・ナダル       | 1-6, 6-1, 3-6       |
| 準優勝 | 2019年 | 上海           | ハード        | ダニール・メドベージェフ | 4-6, 1-6            |
| 準優勝 | 2020年 | パリ           | ハード (室内) | ダニール・メドベージェフ | 7-5, 4-6, 1-6       |
| 優勝   | 2021年 | マドリード     | クレー        | マッテオ・ベレッティーニ | 6-7(8-10), 6-4, 6-3 |
| 優勝   | 2021年 | シンシナティ   | ハード        | アンドレイ・ルブレフ     | 6-2, 6-3            |
| 準優勝 | 2022年 | マドリード     | クレー        | カルロス・アルカラス     | 3-6, 1-6            |
| 優勝   | 2024年 | ローマ         | クレー        | ニコラス・ジャリー       | 6-4, 7-5            |
| 優勝   | 2024年 | パリ           | ハード        | ウーゴ・アンベール       | 6-2, 6-2            |

### オリンピック

#### シングルス：1（1金メダル）
| 結果 | 年     | 大会     | サーフェス | 対戦相手           | スコア   |
| ---- | ------ | -------- | ---------- | ------------------ | -------- |
| 優勝 | 2021年 | 東京五輪 | ハード     | カレン・ハチャノフ | 6-3, 6-1 |

## ATPツアー決勝進出結果

### シングルス：39回（24勝15敗）
| 大会グレード                    |
| グランドスラム (0–3)            |
| ATPファイナルズ (2–0)           |
| ATPツアー・マスターズ1000 (7–5) |
| オリンピック (1–0)              |
| ATPツアー500 (6–4)              |
| ATPツアー250 (8–3)              |

| サーフェス別タイトル |
| ハード (15–7)        |
| クレー (9–5)         |
| 芝 (0–3)             |

| 結果   | No. | 決勝日         | 大会                 | サーフェス    | 対戦相手                         | スコア                       |
| ------ | --- | -------------- | -------------------- | ------------- | -------------------------------- | ---------------------------- |
| 準優勝 | 1.  | 2016年5月21日  | ニース               | クレー        | ドミニク・ティーム               | 4-6, 6-3, 0-6                |
| 準優勝 | 2.  | 2016年6月19日  | ハレ                 | 芝            | フロリアン・マイヤー             | 2-6, 7-5, 3-6                |
| 優勝   | 1.  | 2016年9月25日  | サンクトペテルブルク | ハード (室内) | スタン・ワウリンカ               | 6-2, 3-6, 7-5                |
| 優勝   | 2.  | 2017年2月12日  | モンペリエ           | ハード (室内) | リシャール・ガスケ               | 7-6(7-4), 6-3                |
| 優勝   | 3.  | 2017年5月7日   | ミュンヘン           | クレー        | ギド・ページャ                   | 6-4, 6-3                     |
| 優勝   | 4.  | 2017年5月21日  | ローマ               | クレー        | ノバク・ジョコビッチ             | 6-4, 6-3                     |
| 準優勝 | 3.  | 2017年6月23日  | ハレ                 | 芝            | ロジャー・フェデラー             | 1-6, 3-6                     |
| 優勝   | 5.  | 2017年8月6日   | ワシントンD.C.       | ハード        | ケビン・アンダーソン             | 6-4, 6-4                     |
| 優勝   | 6.  | 2017年8月13日  | モントリオール       | ハード        | ロジャー・フェデラー             | 6-3, 6-4                     |
| 準優勝 | 4.  | 2018年4月1日   | マイアミ             | ハード        | ジョン・イスナー                 | 7-6(7-4), 4-6, 4-6           |
| 優勝   | 7.  | 2018年5月6日   | ミュンヘン           | クレー        | フィリップ・コールシュライバー   | 6-3, 6-3                     |
| 優勝   | 8.  | 2018年5月13日  | マドリード           | クレー        | ドミニク・ティーム               | 6-4, 6-4                     |
| 準優勝 | 5.  | 2018年5月20日  | ローマ               | クレー        | ラファエル・ナダル               | 1-6, 6-1, 3-6                |
| 優勝   | 9.  | 2018年8月5日   | ワシントンD.C.       | ハード        | アレックス・デミノー             | 6-2, 6-4                     |
| 優勝   | 10. | 2018年11月18日 | ロンドン             | ハード (室内) | ノバク・ジョコビッチ             | 6-4, 6-3                     |
| 準優勝 | 6.  | 2019年3月2日   | アカプルコ           | ハード        | ニック・キリオス                 | 3-6, 4-6                     |
| 優勝   | 11. | 2019年5月25日  | ジュネーヴ           | クレー        | ニコラス・ジャリー               | 6-3, 3-6, 7-6(10-8)          |
| 準優勝 | 7.  | 2019年10月13日 | 上海                 | ハード        | ダニール・メドベージェフ         | 4-6, 1-6                     |
| 準優勝 | 8.  | 2020年9月13日  | 全米オープン         | ハード        | ドミニク・ティーム               | 6-2, 6-4, 4-6, 3-6, 6-7(6-8) |
| 優勝   | 12. | 2020年10月18日 | ケルン1 (en)         | ハード (室内) | フェリックス・オジェ＝アリアシム | 6-3, 6-3                     |
| 優勝   | 13. | 2020年10月25日 | ケルン2 (en)         | ハード (室内) | ディエゴ・シュワルツマン         | 6-2, 6-1                     |
| 準優勝 | 9.  | 2020年11月8日  | パリ                 | ハード (室内) | ダニール・メドベージェフ         | 7-5, 4-6, 1-6                |
| 優勝   | 14. | 2021年3月20日  | アカプルコ           | ハード        | ステファノス・チチパス           | 6-4, 7-6(7-3)                |
| 優勝   | 15. | 2021年5月9日   | マドリード           | クレー        | マッテオ・ベレッティーニ         | 6-7(8-10), 6-4, 6-3          |
| 優勝   | 16. | 2021年8月1日   | 東京五輪             | ハード        | カレン・ハチャノフ               | 6-3, 6-1                     |
| 優勝   | 17. | 2021年8月23日  | シンシナティ         | ハード        | アンドレイ・ルブレフ             | 6-2, 6-3                     |
| 優勝   | 18. | 2021年10月31日 | ウィーン             | ハード (室内) | フランシス・ティアフォー         | 7-5, 6-4                     |
| 優勝   | 19. | 2021年11月21日 | トリノ               | ハード (室内) | ダニール・メドベージェフ         | 6-4, 6-4                     |
| 準優勝 | 10. | 2022年2月6日   | モンペリエ           | ハード (室内) | アレクサンダー・ブブリク         | 4-6, 3-6                     |
| 準優勝 | 11. | 2022年5月8日   | マドリード           | クレー        | カルロス・アルカラス             | 3-6, 1-6                     |
| 優勝   | 20. | 2023年7月30日  | ハンブルク           | クレー        | ラスロ・ジェレ                   | 7-5, 6-3                     |
| 優勝   | 21. | 2023年9月26日  | 成都                 | ハード        | ロマン・サフィウリン             | 6-7(2-7), 7-6(7-5), 6-3      |
| 優勝   | 22. | 2024年5月19日  | ローマ               | クレー        | ニコラス・ジャリー               | 6-4, 7-5                     |
| 準優勝 | 12. | 2024年6月9日   | 全仏オープン         | クレー        | カルロス・アルカラス             | 3-6, 6-2, 7-5, 1-6, 2-6      |
| 準優勝 | 13. | 2024年7月21日  | ハンブルク           | クレー        | アルトゥール・フィス             | 3-6, 6-3, 6-7(1-7)           |
| 優勝   | 23. | 2024年11月3日  | パリ                 | ハード (室内) | ウーゴ・アンベール               | 6-2, 6-2                     |
| 準優勝 | 14. | 2025年1月26日  | 全豪オープン         | ハード        | ヤニック・シナー                 | 3-6, 6-7(4-7), 3-6           |
| 優勝   | 24. | 2025年4月20日  | ミュンヘン           | クレー        | ベン・シェルトン                 | 6-2, 6-4                     |
| 準優勝 | 15. | 2025年6月15日  | シュトゥットガルト   | 芝            | テイラー・フリッツ               | 3-6, 6-7(0-7)                |

### ダブルス：7回（2勝5敗）
| 結果   | No. | 決勝日         | 大会       | サーフェス    | パートナー         | 対戦相手                                      | スコア                |
| ------ | --- | -------------- | ---------- | ------------- | ------------------ | --------------------------------------------- | --------------------- |
| 準優勝 | 1.  | 2015年5月3日   | ミュンヘン | クレー        | ミーシャ・ズベレフ | アレクサンダー・ペヤ ブルーノ・ソアレス       | 6-4, 1-6, [5-10]      |
| 準優勝 | 2.  | 2016年2月7日   | モンペリエ | ハード (室内) | ミーシャ・ズベレフ | マテ・パビッチ マイケル・ヴィーナス           | 5-7, 6-7(4-7)         |
| 優勝   | 1.  | 2017年2月12日  | モンペリエ | ハード (室内) | ミーシャ・ズベレフ | ファブリス・マルタン ダニエル・ネスター       | 6-4, 6-7(3-7), [10-7] |
| 準優勝 | 3.  | 2017年6月25日  | ハレ       | 芝            | ミーシャ・ズベレフ | ルカシュ・クボット マルセロ・メロ             | 7-5, 3-6, [8-10]      |
| 準優勝 | 4.  | 2018年6月24日  | ハレ       | 芝            | ミーシャ・ズベレフ | ルカシュ・クボット マルセロ・メロ             | 6-7(7-1), 4-6         |
| 準優勝 | 5.  | 2018年10月28日 | バーゼル   | ハード (室内) | ミーシャ・ズベレフ | ドミニク・イングロッド フランク・シュクゴール | 2-6, 5-7              |
| 優勝   | 2.  | 2019年3月3日   | アカプルコ | ハード        | ミーシャ・ズベレフ | オースティン・クライチェク アーテム・シッタク | 2-6, 7-6(7-4), [10-5] |

## 成績
略語の説明
| W | F | SF | QF | #R | RR | Q# | LQ | A | Z# | PO | G | S | B | NMS | P | NH |

W=優勝, F=準優勝, SF=ベスト4, QF=ベスト8, #R=#回戦敗退, RR=ラウンドロビン敗退, Q#=予選#回戦敗退, LQ=予選敗退, A=大会不参加, Z#=デビスカップ/BJKカップ地域ゾーン, PO=デビスカップ/BJKカッププレーオフ, G=オリンピック金メダル, S=オリンピック銀メダル, B=オリンピック銅メダル, NMS=マスターズシリーズから降格, P=開催延期, NH=開催なし.

### グランドスラム大会
| 大会           | 2014 | 2015 | 2016 | 2017 | 2018 | 2019 | 2020 | 2021 | 2022 | 2023 | 2024 | 2025 | 通算成績 |
| -------------- | ---- | ---- | ---- | ---- | ---- | ---- | ---- | ---- | ---- | ---- | ---- | ---- | -------- |
| 全豪オープン   | A    | Q1   | 1R   | 3R   | 3R   | 4R   | SF   | QF   | 4R   | 2R   | SF   | F    | 31–10    |
| 全仏オープン   | A    | Q2   | 3R   | 1R   | QF   | QF   | 4R   | SF   | SF   | SF   | F    | QF   | 38–10    |
| ウィンブルドン | A    | 2R   | 3R   | 4R   | 3R   | 1R   | NH   | 4R   | A    | 3R   | 4R   | 1R   | 16–9     |
| 全米オープン   | Q2   | 1R   | 2R   | 2R   | 3R   | 4R   | F    | SF   | A    | QF   | QF   |      | 26–9     |

### 大会最高成績
| 大会                 | 成績 | 年         |
| -------------------- | ---- | ---------- |
| ATPファイナルズ      | W    | 2018, 2021 |
| インディアンウェルズ | QF   | 2021, 2024 |
| マイアミ             | F    | 2018       |
| モンテカルロ         | SF   | 2018, 2022 |
| マドリード           | W    | 2018, 2021 |
| ローマ               | W    | 2017, 2024 |
| カナダ               | W    | 2017       |
| シンシナティ         | W    | 2021       |
| 上海                 | F    | 2019       |
| パリ                 | W    | 2024       |
| オリンピック         | G    | 2021       |
| デビスカップ         | QF   | 2018       |
| ATPカップ            | SF   | 2021       |
| ユナイテッド・カップ | W    | 2024       |